# 5800 Поллок
5800 Поллок (5800 Pollock) — астероїд головного поясу, відкритий 16 жовтня 1982 року.
Тіссеранів параметр щодо Юпітера — 3,198.
Названо на честь американського художника Джексона Поллока (англ. Paul Jackson Pollock; 1912–1956).